# Волков, Павел Михайлович (Герой Социалистического Труда)
Павел Михайлович Волков — советский хозяйственный деятель, Герой Социалистического Труда.

## Биография
Родился в 1913 году в Новое Аракчеево. Член КПСС.
В 1925—1935 гг. — крестьянин, колхозник, в 1935—1937 гг. — красноармеец, командир отделения, в 1937—1941 гг. — колхозник колхоза «Свободный труд».
Участник Великой Отечественной войны:
В 1942—1944 гг. — бригадир полеводческой бригады, в 1944—1979 гг. — председатель колхоза «Свободный труд» Краснослободского района Мордовской АССР.
Указом Президиума Верховного Совета СССР от 22 марта 1966 года присвоено звание Героя Социалистического Труда с вручением ордена Ленина и золотой медали «Серп и Молот».
Умер в 1985 году в селе Красная Подгора.

## Награды и звания
- Герой Социалистического Труда (22.03.1966)
- Орден Ленина (22.03.1966)
- Орден Октябрьской Революции (14.02.1975)
- Орден Отечественной войны II степени (06.04.1985)
- Орден Трудового Красного Знамени (01.07.1950)